# De Waterwolf
De Waterwolf is een boezemgemaal in de Nederlandse provincie Groningen.

## Geschiedenis
Tot 1877 werd het overtollige water uit grote delen van Groningen en Drenthe op natuurlijke wijze via het Reitdiep naar zee afgevoerd. In 1877 werd het Reitdiep tussen Zoutkamp en Nittershoek afgesloten met de Provinciale dijk met daarin de Groote Provinciale sluis, ook bekend onder de bijnaam 'Poort tot Groningen'. Door het dichtslibben van de buitengeul van de rivier kon het binnenwater onvoldoende worden afgevoerd naar zee. Bij aanhoudende westenwind steeg de zeewaterstand waardoor de natuurlijke lozing belemmerd of zelfs helemaal onmogelijk werd. Het gevolg was dat vooral bij veel regenval grote gebieden onder water kwamen te staan. Teneinde het land droog te houden kwamen provincie en Rijk overeen om een groot gemaal te bouwen: De Waterwolf. De directeur van de Groningse Provinciale Waterstaat, ir. Johan Kooper, speelde hierbij een belangrijke rol.

## Beschrijving
De Waterwolf, een van de grootste gemalen van Nederland, bevindt zich aan het Reitdiep bij het gehucht Lammerburen, een kilometer of twee ten noorden van het dorp Oldehove, in de gemeente Westerkwartier. De bouw van het gemaal begon in 1918. Het werd in 1920 voltooid en op 5 november van dat jaar officieel in gebruik genomen door koningin Wilhelmina. De bouwkosten bedroegen 3,5 miljoen gulden. Het was het eerste elektrisch aangedreven gemaal van Nederland en bij opening was het, samen met het Ir. D.F. Woudagemaal in Tacozijl bij Lemmer, het grootste gemaal van Europa. De Waterwolf werd gebouwd en beheerd door het waterschap Electra. Vandaar dat het gemaal en de plaats waar het gebouw staat ook vaak met deze naam wordt aangeduid. De belangrijkste adviseurs bij het ontwerp van dit gemaal zijn prof. J.C. Dijxhoorn (werktuigbouwkunde) en prof. C. Feldmann (electrotechniek), beide van de TU Delft. In zijn lezing op 15 september 1919 geeft prof. J.C. Dijxhoorn de overwegingen die tot de keuze van een elektrisch gemaal op deze plaats geleid hebben (dit in tegenstelling tot het vrijwel gelijktijdig gebouwde (stoom) Woudagemaal, waarbij Dijxhoorn ook adviseur was).
De Waterwolf bemaalt het noordwesten van de provincie Groningen (67.000 ha) en de kop van de provincie Drenthe (29.000 ha), op een peil van -0,93 meter ten opzichte van NAP. Dit peil wordt lokaal het Electrapeil genoemd, terwijl ook de aanduidingen Hunsingopeil en Westerkwartierpeil in omloop zijn.
In de jaren 1960 werd het bemalen steeds moeilijker doordat in de kop van Drenthe steeds meer gronden werden ontgonnen, zodat neerslag minder lang werd vastgehouden en de pieken in de afvoer groter werden. Met het afsluiten van de Lauwerszee en de gelijktijdige ingebruikname van de R.J. Cleveringsluizen is dit probleem grotendeels verholpen. De sluizen houden het hoogwater van de Waddenzee buitendijks, en het gemaal kan het water kwijt in het Lauwersmeer, waarvan de stand met behulp van de sluizen doorgaans laag gehouden kan worden. Alleen gedurende langere periodes met hevige neerslag, gecombineerd met noordelijke wind en de daarmee gepaard gaande opzet - verhoogd water - in de Waddenzee, kunnen er alsnog problemen optreden om het overtollige water te lozen.
Het gemaal had vier pompen, die in totaal 4000 kuub water per minuut konden uitslaan. In 1997 zijn een vijfde en zesde pomp bijgeplaatst, die elk nog eens 250 kuub kunnen verplaatsen, zodat het totaal op 4500 kuub kwam. Dit was nodig ter bestrijding van de extra wateroverlast als gevolg van de bodemdaling door de winning van aardgas. De pompen worden sinds 1975 aangedreven door dieselmotoren. Sinds het begin van de jaren 1970 wordt het gemaal geassisteerd door het H.D. Louwesgemaal in het Hunsingokanaal bij Zoutkamp, dat nog eens 1000 kuub water per minuut kan uitslaan.
Het hoog boven het vlakke land oprijzende gebouw staat op de monumentenlijst. Sinds 1995 wordt De Waterwolf beheerd door het waterschap Noorderzijlvest. Voor die tijd werd het beheerd door het waterschap Electra, dat zijn naam dankte aan het eerste elektrisch aangedreven gemaal van Nederland.

## Afbeeldingen

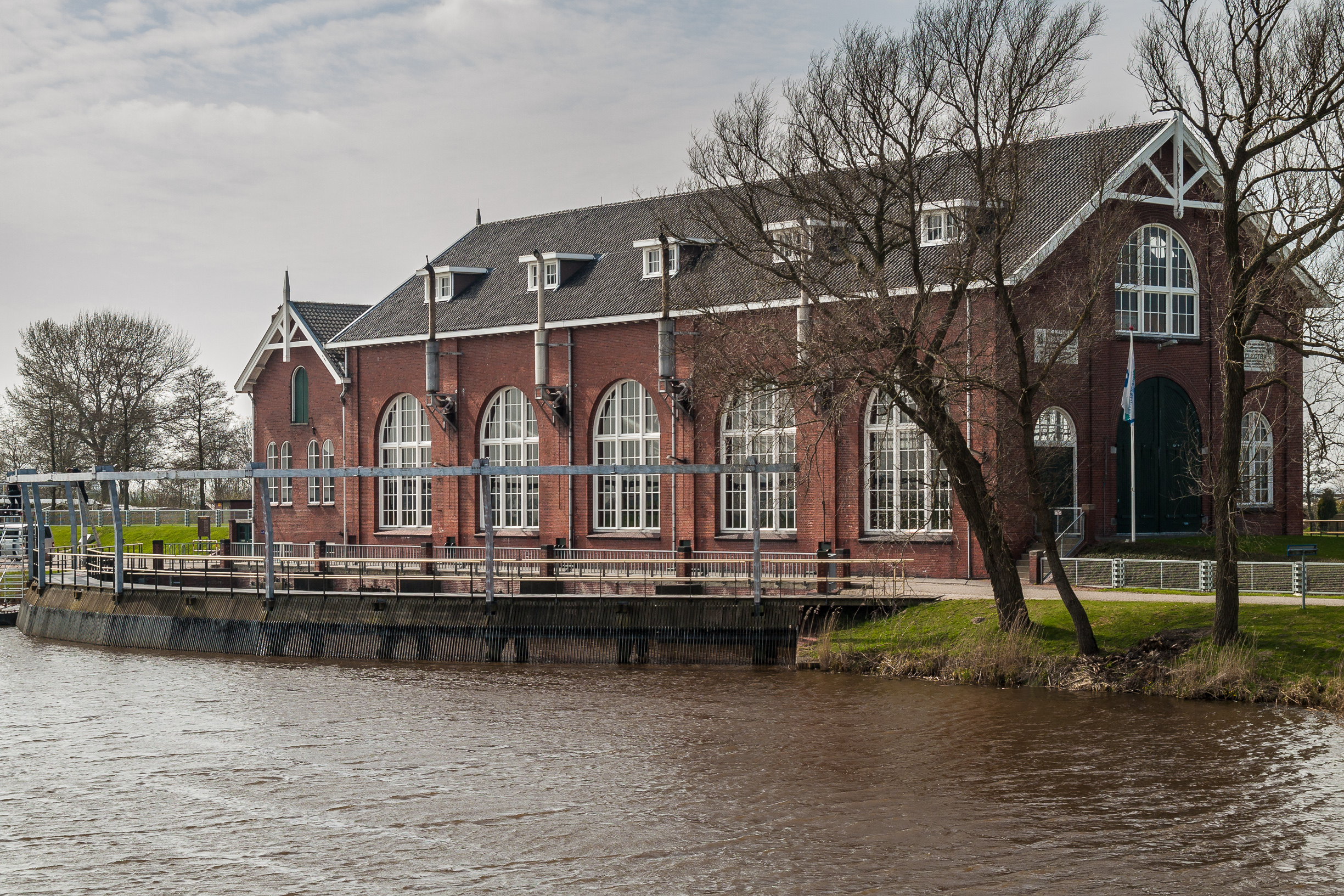
De Waterwolf vanaf de brug over de Kommerzijlsterrijte (2013)
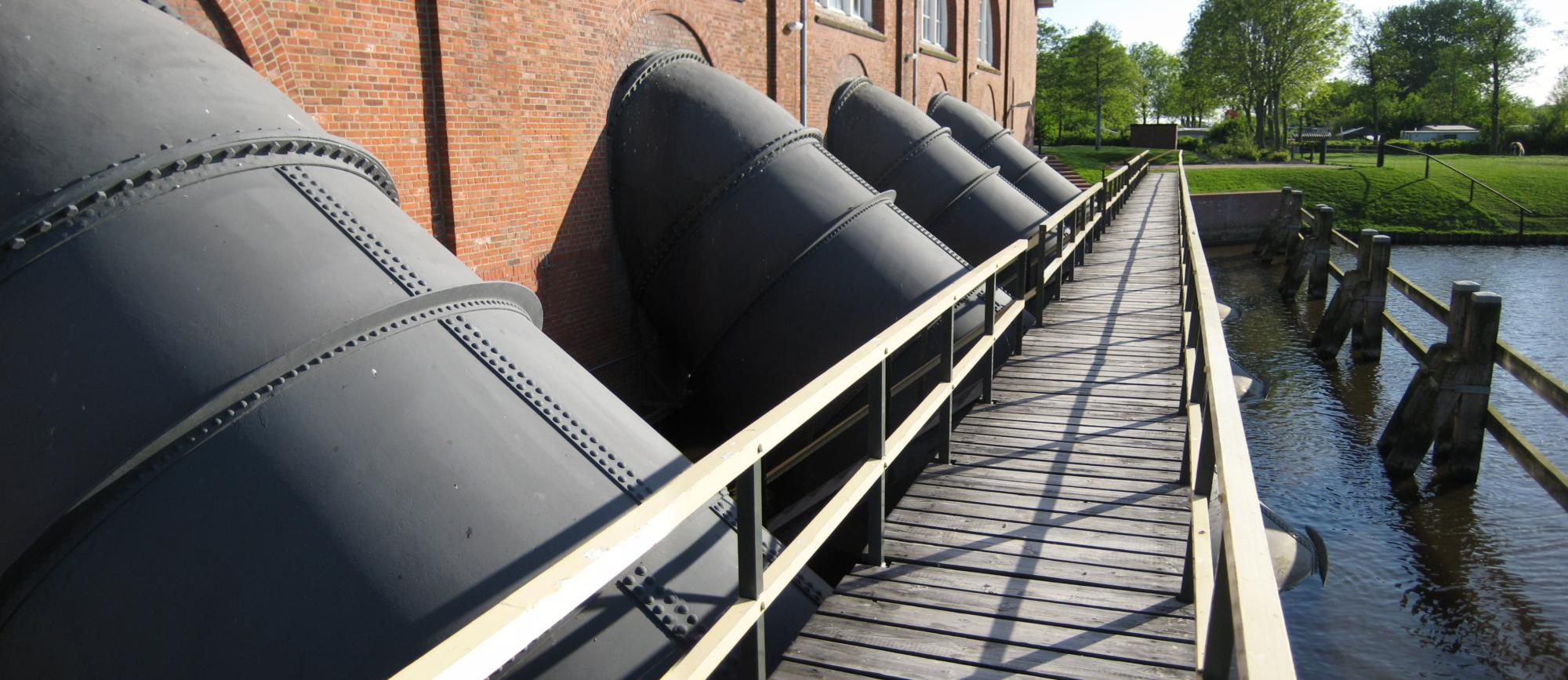
De Waterwolf, wateruitlaten (2008)

## Trivia
- Het gemaal was van dergelijk belang dat het waterschap Electra het gemaal symbolisch in het wapen heeft opgenomen als een staande wolf tussen waterdruppels.